# Osez Joséphine
Cet article concerne l'album. Pour la chanson, voir Osez Joséphine (chanson).
Albums de Alain Bashung
Novice
(1989) Tour Novice
(1992)
Singles
1. Osez Joséphine
Sortie : novembre 1991
2. Volutes
Sortie : 1992
3. Madame rêve
Sortie : 1992

Osez Joséphine est le huitième album studio d'Alain Bashung. Il est paru en novembre 1991 chez Barclay et a été produit par Éric Clermontet et Marc Antoine. Les singles Osez Joséphine, Volutes et Madame rêve marquent un album qui deviendra le symbole d'un vrai retour au succès public pour Alain Bashung.

## Historique
Cet album est enregistré entre juillet et septembre 1991, respectivement dans les Ardent Studios de Memphis aux États-Unis, les studios Plus XXX de Paris et les studios ICP de Bruxelles en Belgique. Les guitaristes américains Sonny Landreth et Bernie Leadon (ex-Eagles) ont participé aux enregistrements.
Il comprend quatre reprises, la chanson Well All Right de Buddy Holly, Blue Eyes Crying in the Rain composée par Fred Rose et popularisée notamment par Hank Williams, She Belongs to Me que Bob Dylan composa pour son album Bringing It All Back Home (1965) et Nights in White Satin, le succès des Moody Blues.
Le titre Osez Joséphine vient d'une histoire familiale entre Joséphine Draï et Alain Bashung qui lui disait pour vaincre sa timidité de jeune fille : « Ah si j'osais Joséphine. »

## Titres de l'album
| No  | Titre                        | Auteur                                                   | Durée |
| --- | ---------------------------- | -------------------------------------------------------- | ----- |
| 1.  | J'écume                      | Alain Bashung - Jean Fauque / Alain Bashung              | 3:44  |
| 2.  | Volutes                      | Alain Bashung - Jean Fauque / Alain Bashung              | 3:25  |
| 3.  | Happe                        | Alain Bashung - Jean Fauque / Alain Bashung              | 3:06  |
| 4.  | Well All Right               | Buddy Holly - Norman Petty - Jerry Allison - Joe Mauldin | 2:09  |
| 5.  | Les Grands Voyageurs         | Laurent Petitgand - Jean Fauque / Alain Bashung          | 4:46  |
| 6.  | Blue Eyes Crying in the Rain | Fred Rose                                                | 2:13  |
| 7.  | Osez Joséphine               | Alain Bashung - Jean Fauque / Alain Bashung              | 2:58  |
| 8.  | Kalabougie                   | Alain Bashung - Jean Fauque / Alain Bashung              | 3:23  |
| 9.  | She Belongs to Me            | Bob Dylan                                                | 4:09  |
| 10. | Madame rêve                  | Pierre Grillet / Alain Bashung                           | 4:50  |
| 11. | Nights in White Satin        | Justin Hayward                                           | 4:50  |

Lors de la publication du disque en version Blu-ray audio en 2013 des bonus sont ajoutés : 
| No  | Titre                                                      | Auteur                                                 | Durée |
| --- | ---------------------------------------------------------- | ------------------------------------------------------ | ----- |
| 12. | That's Alright Mama (enregistré au studio Sun de Memphis)  | Arthur Crudup                                          | 1:46  |
| 13. | Les Amants d'un jour                                       | Michelle Senlis - Claude Delécluse / Marguerite Monnot | 3:22  |
| 14. | Les Grands Voyageurs (avec la participation de Marc Ribot) | Jean Fauque - Laurent Petitgand / Alain Bashung        | 3:19  |
| 15. | Osez Joséphine                                             | Alain Bashung - Jean Fauque / Alain Bashung            | 6:08  |
| 16. | Kalabougie (version kalabougé)                             | Alain Bashung - Jean Fauque / Alain Bashung            | 7:36  |

## Accueil de la critique et du public
L'album a dépassé les 300 000 exemplaires vendus en un temps record pour un album français à l'époque. Il se classe à la quatorzième place du classement des meilleures ventes d'albums en France en 1991. L'album est certifié disque de platine (300 000 exemplaires vendus) fin 1993, presque trois ans après sa sortie.
Le single Osez Joséphine atteint la 22e place du Top 50 le 29 février 1992 et, plus surprenant, se classe dans le Mega Top 50 néerlandais (sept semaines pour une meilleure 42e place).
Selon le magazine Rolling Stone en 2010, cet album est le meilleur album de rock français. L'album est inclus dans l'ouvrage La discothèque parfaite de l'odyssée du rock de Gilles Verlant, qui qualifie Madame rêve, Osez Joséphine et Volutes de « nouveaux classiques de son répertoire » et le riff de guitare de Sonny Landreth sur Osez Joséphine « d'historique ». Le site AllMusic lui attribue la note de 4,5 étoiles sur cinq.

## Crédits musicaux

### Musiciens
- Alain Bashung : chant, harmonica (5, 6, 9)
- Sonny Landreth : guitare électrique (1, 4, 5, 7, 9), guitare slide (2, 5, 7, 9), guitare acoustique (2, 3, 4, 7), lapsteel & wind (3)
- Bernie Leadon : guitare électrique (1, 5, 7), guitare acoustique (2, 4, 9), mandoline (7)
- Roland Vancampenhout : guitare électrique (1, 5, 8), harmonica (5)
- Ron Levy : orgue Hammond (1, 2, 3, 7, 9)
- Ken Blevins : batterie (1, 2, 4, 7, 9), chimes (3)
- David Ranson : guitare basse (1, 2, 3, 4, 9), basse & cordes (4)
- Philippe Decock : claviers (3, 10), piano (8)

### Production
- Tom Harding : ingénieur du son (Memphis)
- Sophie Masson : ingénieur du son (Paris)
- Phil Delire : ingénieur du son (Bruxelles), mixage, réalisation
- Éric Clermontet : réalisation, production exécutive
- Alain Bashung : réalisation
- Marc Antoine : réalisation, production exécutive
- Jean-Baptiste Mondino : photos
- Huart / Cholley : graphisme

## Classements et certifications
| Pays   | Durée du classement | Meilleur classement |
| ------ | ------------------- | ------------------- |
| France | 102 semaines        | 14e                 |

| Pays     | Certification | Ventes    | Date       |
| -------- | ------------- | --------- | ---------- |
| France , | Platine       | 300 000 + | 30/11/1993 |

### Single
| Date | Single         | Chart               | durée du classement | Position |
| ---- | -------------- | ------------------- | ------------------- | -------- |
| 1992 | Osez Joséphine | Top 100             | 13 semaines         | 22e      |
| 1992 | Osez Joséphine | Mega Top 50         | 7 semaines          | 42e      |
| 2009 | Osez Joséphine | Schweizer Hitparade | 1 semaines          | 65e      |